# کاکایی پاسرخ
کاکایی پاسرخ (نام علمی: Rissa brevirostris) نام یک گونه از سرده کاکایی صخره‌نشین است.